# Raphaël Confiant

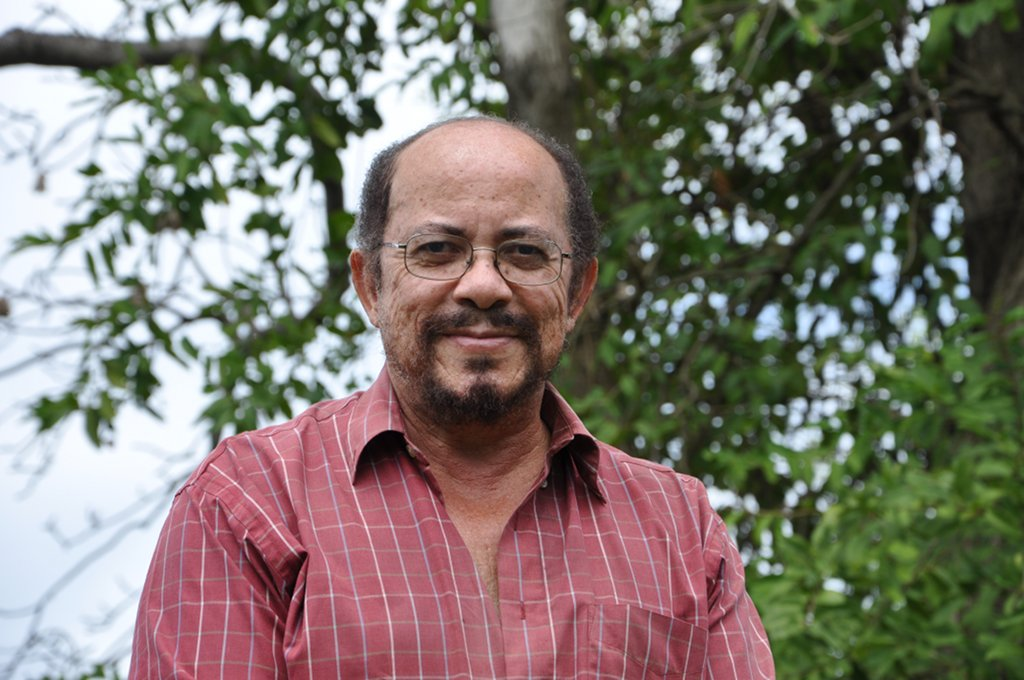
Raphaël Confiant

Raphaël Confiant (* 25. Januar 1951 in Le Lorrain auf Martinique) ist ein kreolischer Schriftsteller.

## Leben
Raphaël Confiant absolvierte seine Schulzeit in Fort-de-France und studierte anschließend Englisch und Politikwissenschaften am Institut d’études politiques (Universität Aix de Provence). Bereits während seines Studiums war er ein vehementer Verfechter des französischen Kreolisch.
Ab 1979 betraute man ihn mit einem Lehrauftrag an der Université des Antilles et de la Guyane. 1981 war Confiant maßgeblich an der Gründung der kreolischen Wochenzeitung „Antilla“ beteiligt, in der er seither regelmäßig veröffentlicht. Zu dieser Zeit debütierte Confiant auch als Schriftsteller. Seine ersten Werke veröffentlichte er in kreolischer Sprache und mit Druckkostenzuschüssen aus eigener Tasche, da die örtlichen Verlage einen unbekannten Autor ansonsten nicht zu veröffentlichen bereit waren. Nach ersten Erfolgen konnte Confiant dann 1988 mit Eau de Café seinen ersten Roman in französischer Sprache vorlegen.
Als „Chabin“, womit im Kreolischen Personen „schwarzer“ Abkunft und heller Haut bezeichnet werden, bestimmt Confiant seine Identität als Kreole. Zusammen mit den Schriftstellern Jean Bernabé und Patrick Chamoiseau initiierte Confiant die Créolité; eine literarische Gegenbewegung bzw. ein Kontrapunkt zur Négritude Aimé Césaires. Auftakt dazu war 1989 ihre „Eloge de la créolité“.
Politisch engagierte sich Confiant in der örtlichen Partei Bâtir le Pays Martinique (BPM).

## Auszeichnungen
- 1988 – Prix Antigone für Le negre et l'Amical
- 1991 – Prix Novembre für Eau de Café
- 1993 – Prix Casa de las Américas für Ravines du devant-jour
- 1997 – Prix RFO für Le meurtre du Samedi-Gloria
- 2004 – Prix des Amériques insulaires et de la Guyane für La Panse du chacal
- 2010 – Prix de l’Agence française de développement (AFD) für L'Hôtel du bon plaisir

## Werke (Auswahl)

### In kreolischer Sprache
- Jik dèyè do Bondyé. Nouvelles. Éditions Djòk, o. O., 1977
- Jou Baré. Poèmes. C.I.F., Pointe-à-Pitre, Guadeloupe 1982
- Bitako-a. Roman. Éditions du Groupe d'Etudes et de Recherches en Espace Créolophone (GEREC), Martinique 1985
- Kòd Yanm. Roman. Éditions K.D.P., Fort-de-France 1986
- Marisosé. Roman. Presses universitaires créoles, Petit-Bourg, Guadeloupe 1987

### In französischer Sprache
- Le Nègre et l'Amiral. Roman. Grasset, Paris 1988
- Eau de café. Roman. Grasset, Paris 1991
- Ravines du devant-jour. Récit. Gallimard, Paris 1993
- L'Allée des Soupirs. Roman. Grasset, Paris 1994
- Commandeur du sucre. Récit. Éditions Écriture, Paris 1994
- Le Gouverneur des dés. Récit. Éditions Stock, Paris 1995 (= französische Übersetzung von Kôd Yanm)
- Le Meurtre du Samedi-Gloria. Roman. Éditions Mercure de France, Paris 1997
- Chimère d'en ville. Roman. Ramsay, Paris 1997 (= französische Übersetzung von Bitako-a)
- Mamzelle Libellule. Roman. Éditions Le Serpent à plumes, Paris 1995 (= französische Übersetzung von Marisosé)
- La Dernière Java de Mama Josépha. Récit. Mille et une nuits, Paris 1999
- La Panse du chacal. Roman. Éditions Mercure de France, Paris 2004
- Trilogie tropicale. Éditions Mémoire d'encrier, Montréal 2006
  - Le bassin des ouragan, 1994
  - La savane des pétrifications, 1995
  - La baignoire de Joséphine, 1997
- Nègre marron. Roman. Éditions Écriture, Paris 2006
- Case à Chine. Roman. Éditions Mercure de France, Paris 2007
- Les Ténèbres extérieures. Roman. Éditions Écriture, Paris 2007
- Black is Black. Roman. Éditions Alphée, Monaco 2008
- L'Hôtel du Bon Plaisir. Roman. Éditions Mercure de France, Paris 2009
- Rue des Syriens. Roman. Éditions Mercure de France, Paris 2012
- Le Bataillon créole (Guerre de 1914-1918). Roman. Éditions Mercure de France, Paris 2013

### In deutscher Übersetzung
- Das Flüstern der Zamanas. Roman („Ravines du devant-jour“). Übersetzt von Volker Rauch. Manholt, Bremen 1995, ISBN 3-924903-38-7.
- Insel über dem Wind. Roman („Eau de Café“). Krüger, Frankfurt am Main 1996, ISBN 3-8105-0314-2.
- Das Schmetterlingskostüm. Roman („Mamzell Libellule“). Manholt, Bremen 1998, ISBN 3-924903-23-9.
- Mord am Karsamstag („Le meurtre du Samedi-Gloria“). Scherz, München 2001, ISBN 3-502-51779-7.
- Unbescholtene Bürger („Citoyens au-dessus de tout soupçon...“).  litradukt, 2018, ISBN 3-940435-21-X.

### Übersetzungen ins Kreolische
- Moun-Andéwò a (Übersetzung von L’Étranger von Albert Camus). CaraïbEditions, Lamentin, Martinique 2012

### Kultur-, literatur- und sprachwissenschaftliche Beiträge
- Eloge de la créolité. Essai. Gallimard, Paris 1989 (mit Jean Bernabé und Patrick Chamoiseau)
- Lettres créoles. Tracées antillaises et continentales de la littérature: Martinique – Guadeloupe – Guyane – Haïti, 1635 - 1975. Éditions Hatier, Paris 1991 (mit Patrick Chamoiseau)
- Aimé Césaire, une traversée paradoxale du siècle. Éditions Stock, Paris 1993

### Schriften zur Politik
- Chronique d'un empoisonnement annoncé. Le scandale du Chlordécone aux Antilles françaises, 1972-2002. L'Harmattan, Paris 2007 (mit Louis Boutrin)
- Chlordécone. 12 mesures pour sortir de la crise. L'Harmattan, Paris 2007 (mit Louis Boutrin)